# Capraita scalaris
Capraita scalaris är en skalbaggsart som först beskrevs av F. E. Melsheimer 1847.  Capraita scalaris ingår i släktet Capraita och familjen bladbaggar. Inga underarter finns listade i Catalogue of Life.